# تهاجم سازمان ملل (۱۹۵۰)
تهاجم سازمان ملل (انگلیسی: UN Offensive, 1950) از جمله نبردهایی است که در جریان جنگ کره به وقوع پیوست. این تهاجم، یک عملیات آبی خاکی در دنباله نبرد اینچون بود که در آن نیروهای سازمان ملل، مواضع تهاجمی پیونگ یانگ را زیر آتش قرار دادند.
فرماندهی نیروهای سازمان ملل و ایالات متحده را ژنرال داگلاس مک آرتور برعهده داشت.